# Rallye Press on Regardless 1972
Le Rallye Press on Regardless 1972 (24th Press on Regardless), disputé du 2 au 5 novembre 1972, est la vingt-quatrième manche du Championnat international des marques (IRC) courue depuis 1970 et la huitième manche du Championnat international des marques 1972.

## Contexte avant la course

### Le championnat international des rallyes pour marques
Alors que le championnat d'Europe des rallyes pour conducteurs fut créé en 1953, ce n'est que quinze ans plus tard, en 1968 qu'apparut le championnat d'Europe des rallyes pour marques (ERC), Ford devenant cette année-là le premier constructeur titré dans la discipline. En 1970, le championnat devint intercontinental et fut rebaptisé championnat international des rallyes pour marques (IRCM) en intégrant une épreuve africaine, le Safari, le Rallye du Maroc venant s'ajouter à son calendrier dès l'année suivante. Après l'annulation récente de la Coupe des Alpes, faute de participants, le calendrier 1972 ne comprend plus neuf manches (six en Europe, deux en Afrique et une en Amérique du Nord). Le barème d'attribution des points a été modifié cette année, correspondant à celui prévu pour le futur championnat du monde des rallyes qui sera mis en place en 1973. Les épreuves sont réservées aux catégories suivantes :
- Groupe 1 : voitures de tourisme de série
- Groupe 2 : voitures de tourisme spéciales
- Groupe 3 : voitures de grand tourisme de série
- Groupe 4 : voitures de grand tourisme spéciales

Alors que deux manches restent à disputer, la Scuderia Lancia, déjà victorieuse à trois reprises cette saison et possédant trente-deux points d'avance sur Fiat, est pratiquement assurée de remporter le championnat. Les deux marques faisant partie du même groupe, Fiat, qui avait officiellement engagé, a finalement jugé inutile d'effectuer le déplacement américain, renonçant à défendre ses dernières chances pour le titre 1972.

### L'épreuve
Créé en 1949, le Rallye Press on Regardless était à l'origine une épreuve continue, d'une durée de vingt-quatre heures, à travers routes et pistes du Michigan. Les vingt premières éditions furent disputées sous la forme de rallye de régularité et ce n'est qu'à partir de 1969 que les épreuves chronométrées furent introduites. L'édition 1972 s'inscrit pour la première fois dans le cadre d'un championnat international et autorise les véhicules à quatre roues motrices. Jusqu'alors, l'épreuve était presque exclusivement disputée par des équipages américains ou canadiens. S'étant imposé à trois reprises consécutives (en 1969, 1970 et 1971), le pilote local Scott Harvey y détient le record de victoires.

## Le parcours
- départ : 2 novembre 1972 de Détroit
- arrivée : 5 novembre 1972 à Alma

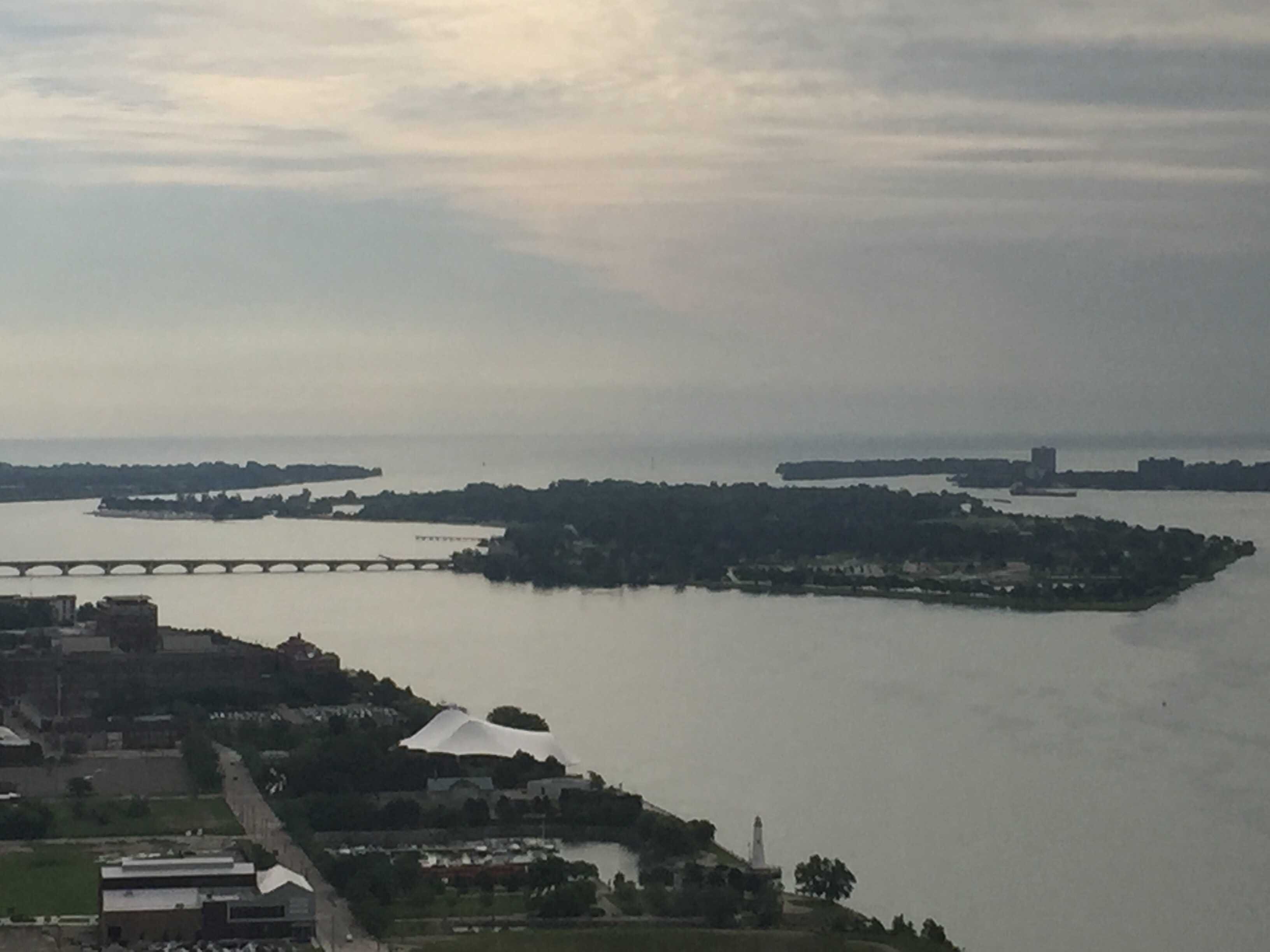
Le parc de Belle Isle, à Détroit, point de départ de l'épreuve.

- distance : 3 200 km dont 541,56 km sur 76 épreuves spéciales (77 épreuves initialement prévues)
- surface : asphalte et terre
- Parcours divisé en trois étapes de deux mini-étapes chacune[2],[3]

### Première étape
- Detroit - Mio - Saint-Ignace, du 2 au 3 novembre
- distance : 1 200 km dont 155,18 km sur 25 épreuves spéciales

### Deuxième étape
- Saint-Ignace - Newberry - Saint-Ignace, du 3 au 4 novembre
- distance : 960 km dont 254,28 km sur 25 épreuves spéciales

### Troisième étape
- Saint-Ignace - Grayling - Alma, du 4 au 5 novembre
- distance : 1 040 km dont 132,10 km sur 26 épreuves spéciales (27 épreuves initialement prévues, dernière épreuve annulée à cause de la boue[4])

## Les forces en présence
- Lancia

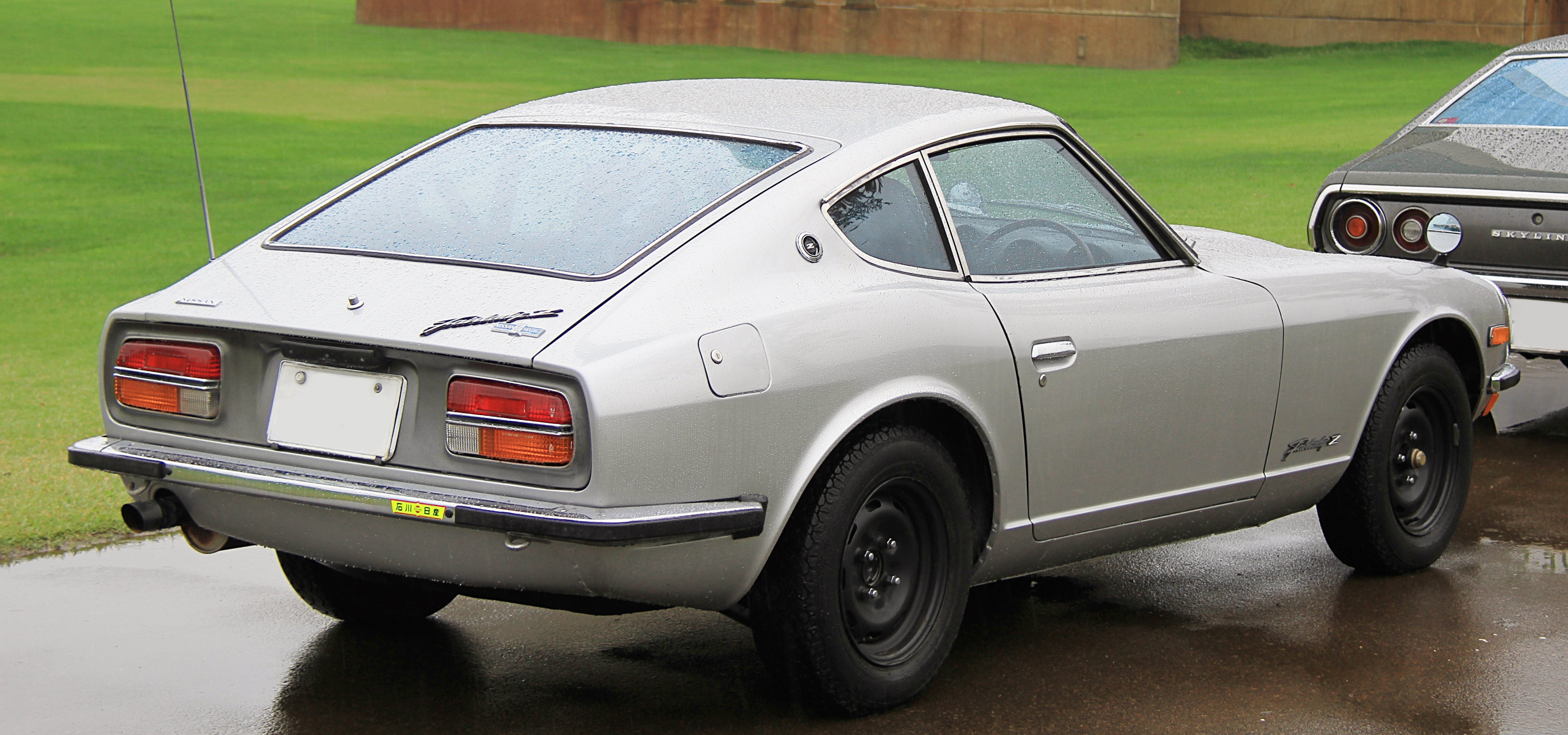
Les Datsun 240Z engagées diffèrent peu de ce modèle de série.

L'équipe italienne (qui participe au même moment au Tour de Corse avec sa nouvelle Lancia Stratos) avait initialement engagé deux Fulvia HF pour Harry Källström/Gunnar Häggbom et Sergio Barbasio/John Davenport. Le forfait de Fiat assurant pratiquement le titre à Lancia, une seule voiture a finalement été préparée pour l'épreuve américaine, Källström étant finalement navigué par Davenport. Le coupé Fulvia est une traction à moteur V4 de 1584 cm3 développant, en version compétition, 158 chevaux. Il pèse 870 kg et est chassé de pneus Pirelli.
- Fiat

Ses chances de remporter le championnat international étant dérisoires, le premier constructeur italien a renoncé, pour raisons économiques, à disputer l'épreuve. L'équipage Alcide Paganelli/Ninni Russo, qui devait disposer d'une 124 Spider, ne prendra donc pas le départ.
- Datsun

Pacesetter, le concessionnaire Datsun de Rochester, a préparé trois 240Z pour Tom Jones/Ralph Beckman, Karl Goering/Wayne Zitkus et Guy Vanier/Gilles Vanier. L'équipage privé Pierre Cayer/Robin Edwards s'aligne sur un modèle identique. Ces coupés à transmission classique ont un moteur six cylindres en ligne de 2393 cm3 d'une puissance de 150 chevaux et pèsent un peu plus d'une tonne. De nombreux indépendants participent sur des modèles de type Bluebird 1600SSS, notamment Randy Black/Tom Burgess et John Smiskol/Bernie Rekus. Parfois dénommées 510, ces berlines à transmission classique sont animées par un quatre cylindres de 1595 cm3 délivrant 105 chevaux.
- Ford

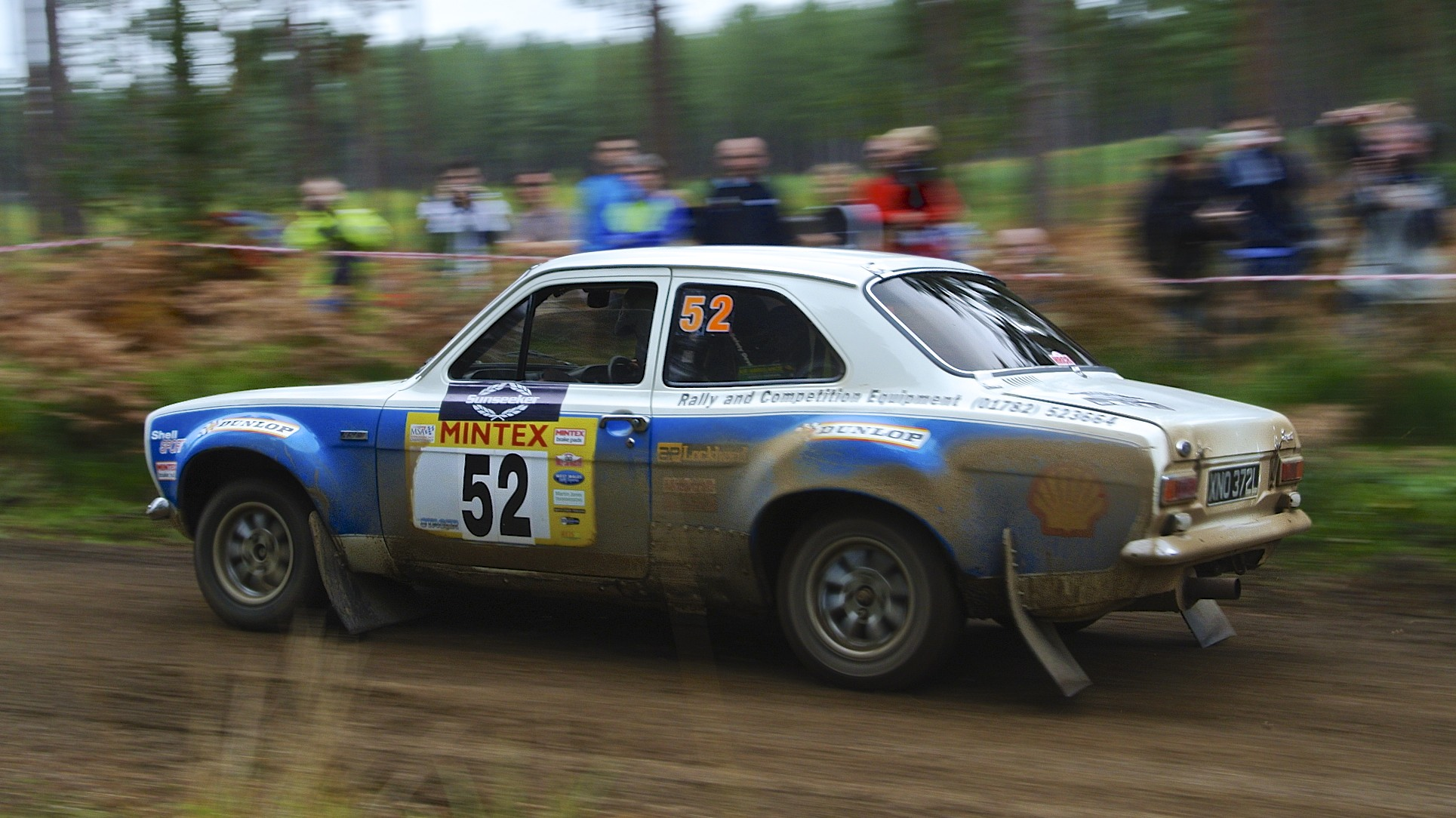
Une Ford Escort RS1600 au cours d'une épreuve historique.

John Buffum a récupéré deux Ford Escort de rallye accidentées, assemblant la moitié gauche de l'une et la moitié droite de l'autre ! Il a ensuite monté un nouveau moteur Cosworth BDA de 1798 cm3 (d'une puissance supérieure à 200 chevaux) et d'une boîte cinq vitesses ZF, disposant ainsi d'une Escort RS1600 groupe 2 techniquement identique aux modèles d'usine. Cette berline à transmission classique pèse un peu plus de 900 kg. Buffum est navigué par William Potvin.
- Dodge

Basée à Ann Arbor, l'équipe Samida Racing a engagé trois Colt. Fabriquées par Mitsubishi, ces berlines compactes sont importées sous la marque Dodge et son dotées d'un moteur quatre cylindres de 1597 cm3 développant 100 chevaux. L'une des trois voitures est aux mains du responsable de l'écurie, Tom Samida, navigué par Brian Fox. Les deux autres sont confiées aux équipages Paul MacLennan/Tom Grimshaw et Jim Doidge/Harry Ward.
- Jeep

Fondée par Gene Henderson, l'écurie Competition Limited a engagé deux Jeep Wagoneer, des véhicules tout-terrain à transmission intégrale, catégorie pour la première fois autorisée au départ de cette épreuve. Pesant plus de 2200 kg, ils sont dotés d'un V8 spécialement préparé, d'une cylindrée de 5,3 litres, la puissance maximale étant de l'ordre de 235 chevaux. Leur différentiel inter-ponts Ferguson, à glissement limité, permet une utilisation permanente des quatre roues motrices, un atout important sur les pistes glissantes. Henderson est secondé par Ken Pogue, la deuxième voiture étant confiée à Erhard Dahm/Jim Callon.
- Volvo

Le SCCAA Team Volvo aligne une berline deux portes 142 S pour James Walker/Terry Palmer. La marque suédoise est également représentée par l'équipage privé Dick Zwitzer/Gail McGuire, sur une berline quatre portes 164 E, à moteur six cylindres de trois litres.
- Toyota

Walter Boyce et Doug Woods prendront le départ sur un coupé Corolla (1588 cm3, environ 105 chevaux).
- Chevrolet

Quelques équipages privés s'alignent sur des anciennes Corvair, à moteur arrière six cylindres. Parmi eux, Dean Walker et Jerry Rosegger disposent d'un modèle préparé par Yenko.

## Déroulement de la course

### Première étape

#### Détroit - Mio
Les soixante-dix-sept concurrents s'élancent de Détroit le jeudi matin. La première épreuve chronométrée se dispute dans le parc de Belle Isle. Aux commandes de sa Ford Escort, John Buffum s'y montre le plus rapide , précédant d'une poignée de secondes la Lancia d'Harry Källström et la Datsun de Guy Vanier. Ce n'est qu'en fin d'après-midi qu'a lieu la spéciale suivante, au nord de la péninsule, après deux cents kilomètres de parcours de liaison. Källström et Buffum y font pratiquement jeu égal, l'Américain conservant le commandement de la course. Dans les secteurs suivants, Buffum creuse nettement l'écart sur ses adversaires, portant son avance à près de deux minutes aux abords de Grayling (Michigan). Toujours deuxième, Källström est désormais talonné par Gene Henderson, qui se montre très performant au volant de sa très lourde Jeep Wagoneer, dont il exploite parfaitement l'excellente motricité sur les parties boueuses. Vient ensuite le coupé Datsun de Tom Jones, qui précède de peu son coéquipier Guy Vanier. Après un excellent début de course, Dean Walker a déjà renoncé, le différentiel de sa Chevrolet Corvair ayant lâché. Källström hausse alors le rythme et va dominer les quatre épreuves suivantes, se rapprochant à une minute de son adversaire avant le regroupement du soir, à Mio. Sur les pistes de gravier, Henderson n'a pu tenir la cadence des deux premiers. Il conserve la troisième place mais accuse désormais plus de trois minutes de retard. Jones et Vanier sont à près de cinq minutes du leader, la Volvo de James Walker occupant la sixième place.
| Pos. | Pilote          | Copilote         | Voiture                 | Temps       | Écart         |
| ---- | --------------- | ---------------- | ----------------------- | ----------- | ------------- |
| 1    | John Buffum     | William Potvin   | Ford Escort RS1600      | 18 min 40 s |               |
| 2    | Harry Källström | John Davenport   | Lancia Fulvia coupé HF  | 19 min 44 s | + 1 min 04 s  |
| 3    | Gene Henderson  | Ken Pogue        | Jeep Wagoneer           | 21 min 57 s | + 3 min 17 s  |
| 4    | Tom Jones       | Ralph Beckman    | Datsun 240Z             | 23 min 27 s | + 4 min 47 s  |
| 5    | Guy Vanier      | Gilles Vanier    | Datsun 240Z             | 23 min 39 s | + 4 min 59 s  |
| 6    | James Walker    | Terry Palmer     | Volvo 142 S             | 24 min 43 s | + 6 min 03 s  |
| 7    | Karl Goering    | Wayne Zitkus     | Datsun 240Z             | 26 min 12 s | + 7 min 32 s  |
| 8    | Erhard Dahm     | Jim Callon       | Jeep Wagoneer           | 26 min 13 s | + 7 min 33 s  |
| 9    | Tom Samida      | Brian Fox        | Dodge Colt              | 26 min 32 s | + 7 min 52 s  |
| 10   | Dick Zwitzer    | Gail McGuire     | Volvo 164 E             | 26 min 35 s | + 7 min 55 s  |
| 11   | Walter Boyce    | Doug Woods       | Toyota Corolla 1600     | 27 min 26 s | + 8 min 46 s  |
| 12   | Randy Black     | Tom Burgess      | Datsun Bluebird 1600SSS | 28 min 22 s | + 9 min 42 s  |
| 13   | Paul MacLennan  | Tom Grimshaw     | Dodge Colt              | 28 min 23 s | + 9 min 43 s  |
| 14   | Jim Doidge      | Harry Ward       | Dodge Colt              | 29 min 18 s | + 10 min 38 s |
| 15   | John Rodgers    | Larry Richardson | Datsun 510              | 30 min 21 s | + 11 min 41 s |

#### Mio - Saint-Ignace
Après la pause repas, les équipages abordent le parcours nocturne, en direction de Saint-Ignace. Källström revient peu à peu sur la Ford ; peu après minuit, alors que cinquante-trois secondes séparent les deux favoris, Buffum manque un virage et effectue un tonneau, endommageant la direction de son Escort. Il parvient à repartir et à terminer la spéciale, ayant perdu une dizaine de minutes et plusieurs places. Källström est en tête, avec près de quatre minutes et demie d'avance sur Henderson et plus de sept sur les Datsun de Jones et Vanier. Sa voiture étant désormais difficile à contrôler, Buffum va sortir une nouvelle fois de la piste, heurtant un arbre. Le pilote américain reprend cependant la course, désormais en onzième position. Bien que retardé par une fuite au réservoir de carburant, Henderson se maintient en deuxième position mais c'est avec plus d'onze minutes de retard sur la Lancia qu'il achèvera l'étape. Troisième, Jones est quatre minutes plus loin, alors que son coéquipier Vanier a dû renoncer peu avant Saint-Ignace, une pierre ayant gravement endommagé un bras de suspension avant. C'est désormais Walker qui détient la quatrième place, à seulement quelques secondes de la Datsun, alors que Buffum est remonté en sixième position, derrière la Datsun de Karl Goering. Quarante-huit voitures restent encore en lice.
| Pos. | Pilote          | Copilote        | Voiture                 | Temps           | Écart         |
| ---- | --------------- | --------------- | ----------------------- | --------------- | ------------- |
| 1    | Harry Källström | John Davenport  | Lancia Fulvia coupé HF  | 52 min 57 s     |               |
| 2    | Gene Henderson  | Ken Pogue       | Jeep Wagoneer           | 1 h 04 min 20 s | + 11 min 23 s |
| 3    | Tom Jones       | Ralph Beckman   | Datsun 240Z             | 1 h 08 min 49 s | + 15 min 52 s |
| 4    | James Walker    | Terry Palmer    | Volvo 142 S             | 1 h 09 min 01 s | + 16 min 04 s |
| 5    | Karl Goering    | Wayne Zitkus    | Datsun 240Z             | 1 h 15 min 24 s | + 22 min 27 s |
| 6    | John Buffum     | William Potvin  | Ford Escort RS1600      | 1 h 18 min 55 s | + 25 min 58 s |
| 7    | Dick Zwitzer    | Gail McGuire    | Volvo 164 E             | 1 h 19 min 23 s | + 26 min 26 s |
| 8    | Tom Samida      | Brian Fox       | Dodge Colt              | 1 h 20 min 31 s | + 27 min 34 s |
| 9    | Erhard Dahm     | Jim Callon      | Jeep Wagoneer           | 1 h 22 min 29 s | + 29 min 32 s |
| 10   | Jim Doidge      | Harry Ward      | Dodge Colt              | 1 h 23 min 51 s | + 30 min 54 s |
| 11   | Haydn Gozzard   | David Grundy    | Renault 8 Gordini       | 1 h 26 min 40 s | + 33 min 43 s |
| 12   | Randy Black     | Tom Burgess     | Datsun Bluebird 1600SSS | 1 h 27 min 41 s | + 34 min 44 s |
| 13   | John Smiskol    | Bernie Rekus    | Datsun 510              | 1 h 27 min 47 s | + 34 min 50 s |
| 14   | Maurice Blondin | Robert Thebault | Datsun 510              | 1 h 32 min 55 s | + 39 min 58 s |
| 15   | John Hare       | Beat Pahl       | AMC Hornet              | 1 h 36 min 27 s | + 43 min 30 s |

### Deuxième étape

#### Saint-Ignace - Newberry
Les concurrents reprennent la piste le vendredi soir, après une journée de repos. Goering part en tonneaux dès le premier secteur chronométré et inaugure la liste des abandons de la soirée. Confortablement installé en tête, Källström se contente de gérer son avance sur Henderson, qui va se montrer le plus rapide dans presque toutes les épreuves chronométrées jusqu'au regroupement de Newberry. Très bien parti, Walker avait momentanément pris la troisième place, avant d'effectuer un tonneau. Sa Volvo est peu endommagée, mais il a perdu quelques minutes, permettant à Jones de reprendre l'avantage. Buffum est maintenant cinquième, devant la Jeep d'Erhard Dahm et la Dodge de Tom Samida.
| Pos. | Pilote          | Copilote         | Voiture                | Temps           | Écart         |
| ---- | --------------- | ---------------- | ---------------------- | --------------- | ------------- |
| 1    | Harry Källström | John Davenport   | Lancia Fulvia coupé HF | 1 h 00 min 25 s |               |
| 2    | Gene Henderson  | Ken Pogue        | Jeep Wagoneer          | 1 h 13 min 26 s | + 13 min 01 s |
| 3    | Tom Jones       | Ralph Beckman    | Datsun 240Z            | 1 h 21 min 13 s | + 20 min 48 s |
| 4    | James Walker    | Terry Palmer     | Volvo 142 S            | 1 h 25 min 25 s | + 25 min 00 s |
| 5    | John Buffum     | William Potvin   | Ford Escort RS1600     | 1 h 30 min 46 s | + 30 min 21 s |
| 6    | Erhard Dahm     | Jim Callon       | Jeep Wagoneer          | 1 h 33 min 29 s | + 33 min 04 s |
| 7    | Tom Samida      | Brian Fox        | Dodge Colt             | 1 h 35 min 56 s | + 35 min 31 s |
| 8    | Dick Zwitzer    | Gail McGuire     | Volvo 164 E            | 1 h 36 min 07 s | + 35 min 42 s |
| 9    | Jim Doidge      | Harry Ward       | Dodge Colt             | 1 h 40 min 12 s | + 39 min 47 s |
| 10   | John Smiskol    | Bernie Rekus     | Datsun 510             | 1 h 43 min 16 s | + 42 min 51 s |
| 11   | Haydn Gozzard   | David Grundy     | Renault 8 Gordini      | 1 h 44 min 49 s | + 44 min 24 s |
| 12   | Maurice Blondin | Robert Thebault  | Datsun 510             | 1 h 53 min 47 s | + 53 min 22 s |
| 13   | George Thomason | Bob Thomason     | Datsun 510             | 1 h 58 min 08 s | + 57 min 43 s |
| 14   | John Rodgers    | Larry Richardson | Datsun 510             | 1 h 58 min 26 s | + 58 min 01 s |
| 15   | Walter Boyce    | Doug Woods       | Toyota Corolla 1600    | 1 h 58 min 29 s | + 58 min 04 s |

#### Newberry - Saint-Ignace

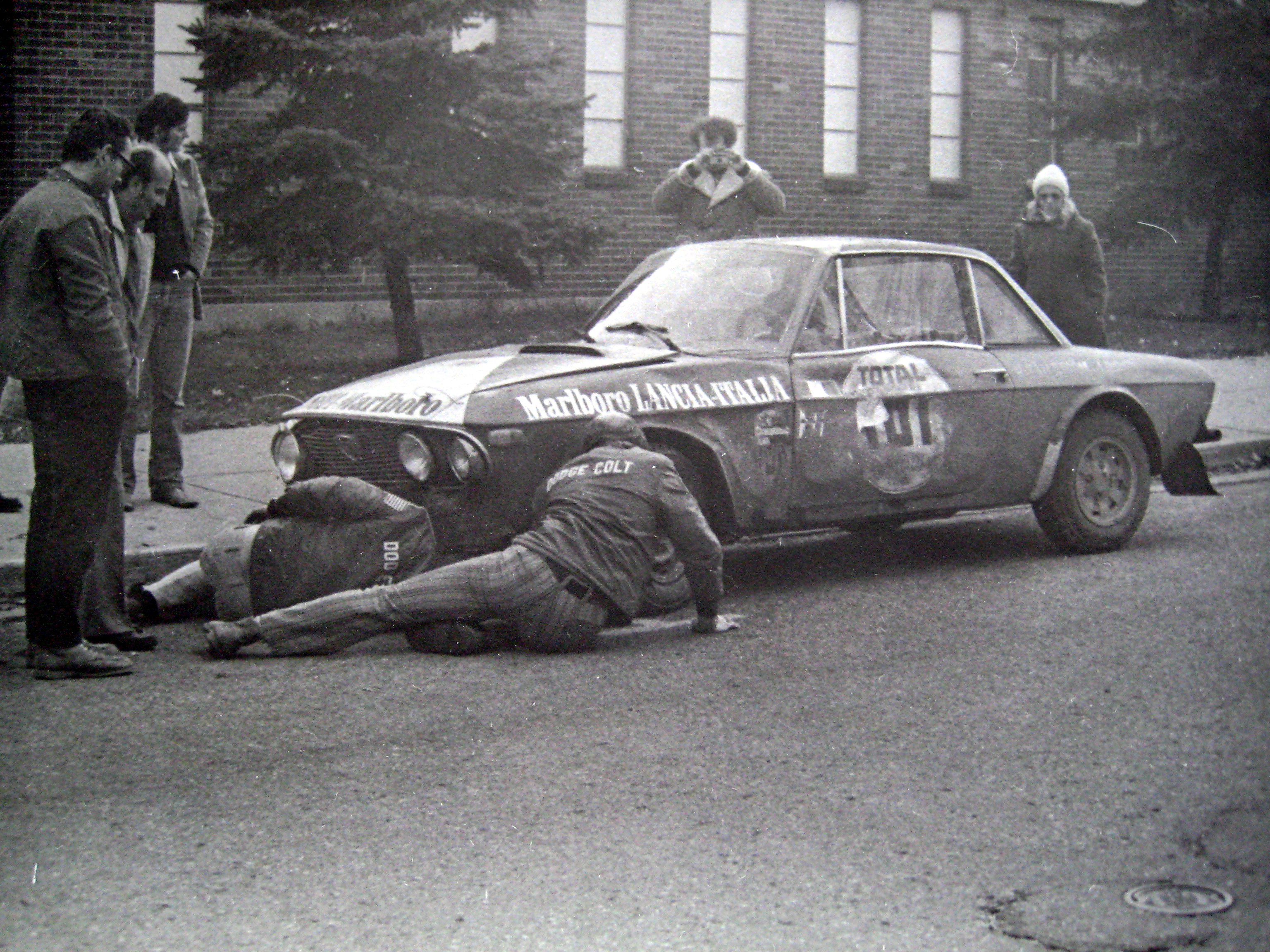
La Lancia Fulvia HF d'Harry Källström était largement en tête à mi-épreuve mais des problèmes de freins seront à l'origine de son abandon, à la fin de la deuxième étape.

Les concurrents repartent après deux heures de pause. Cannelures de colonne de direction endommagées, Buffum ne peut plus utiliser son volant. Il regagne lentement le point d'assistance en actionnant la barre avec une clef à molette, avant d'abandonner. Durant la nuit, Källström accentue régulièrement son avance sur Henderson. Une erreur de parcours va coûter quelques minutes supplémentaires de retard au pilote de la Jeep, et c'est avec un avantage de dix-huit minutes et demie que l'équipage de la Lancia s'apprête à boucler l'étape. Mais une défaillance du circuit de freinage, due à des projections de sable, va obliger le Suédois à lever le pied. Près de Manistique, il est surpris par un virage masqué par une crête. Il l'aborde en cinquième et, privé de freins, heurte le talus et effectue une série de tonneaux. Il parvient à repartir mais, radiateur percé et ventilateur hors d'usage, l'abandon est inévitable. Henderson se retrouve en tête, avec quatorze minutes d'avance sur Jones et vingt-sept sur Dahm. Dick Zwitzer (Volvo) et Tom Samida (Dodge) viennent ensuite, alors que Walker a perdu du terrain et rétrogradé en huitième position. Les équipages rallient Saint-Ignace en début de matinée, sans changement notable parmi les hommes de tête, Henderson se contentant désormais de gérer son avance, ménageant son moteur. Il ne reste plus que vingt-sept voitures en course.
| Pos. | Pilote          | Copilote        | Voiture                 | Temps           | Écart             |
| ---- | --------------- | --------------- | ----------------------- | --------------- | ----------------- |
| 1    | Gene Henderson  | Ken Pogue       | Jeep Wagoneer           | 2 h 08 min 59 s |                   |
| 2    | Tom Jones       | Ralph Beckman   | Datsun 240Z             | 2 h 22 min 44 s | + 13 min 45 s     |
| 3    | Erhard Dahm     | Jim Callon      | Jeep Wagoneer           | 2 h 36 min 38 s | + 27 min 39 s     |
| 4    | Dick Zwitzer    | Gail McGuire    | Volvo 164 E             | 2 h 48 min 19 s | + 39 min 20 s     |
| 5    | Tom Samida      | Brian Fox       | Dodge Colt              | 2 h 51 min 09 s | + 42 min 10 s     |
| 6    | Jim Doidge      | Harry Ward      | Dodge Colt              | 2 h 54 min 20 s | + 45 min 21 s     |
| 7    | John Smiskol    | Bernie Rekus    | Datsun 510              | 2 h 57 min 43 s | + 48 min 44 s     |
| 8    | Walter Boyce    | Doug Woods      | Toyota Corolla 1600     | 3 h 05 min 51 s | + 56 min 52 s     |
| 9    | James Walker    | Terry Palmer    | Volvo 142 S             | 3 h 10 min 28 s | + 1 h 01 min 29 s |
| 10   | Haydn Gozzard   | David Grundy    | Renault 8 Gordini       | 3 h 13 min 34 s | + 1 h 04 min 35 s |
| 11   | Maurice Blondin | Robert Thebault | Datsun 510              | 3 h 19 min 56 s | + 1 h 10 min 57 s |
| 12   | Jean Legault    | Roland Poitras  | Datsun 510              | 3 h 27 min 49 s | + 1 h 18 min 50 s |
| 13   | Gary Eaton      | Carolyn Eaton   | Chevrolet Corvair       | 3 h 48 min 48 s | + 1 h 39 min 49 s |
| 14   | Randy Black     | Tom Burgess     | Datsun Bluebird 1600SSS | 3 h 49 min 26 s | + 1 h 40 min 27 s |
| 15   | George Gibbs    | Albert Meloy    | Datsun 510              | 3 h 57 min 54 s | + 1 h 48 min 55 s |

### Troisième étape

#### Saint-Ignace - Grayling
Les équipages restant en lice repartent de Saint-Ignace le samedi soir, pour une dernière étape nocturne. Seulement cinq courtes épreuves spéciales sont prévues jusqu'au regroupement de Grayling. Dans la boue, les Jeep se montrent à leur avantage, Henderson et Dahm se partageant les meilleurs temps. Le classement général reste inchangé, Henderson ralliant le parc fermé avec près de quatorze minutes d'avance sur la Datsun de Jones.
| Pos. | Pilote          | Copilote        | Voiture                 | Temps           | Écart             |
| ---- | --------------- | --------------- | ----------------------- | --------------- | ----------------- |
| 1    | Gene Henderson  | Ken Pogue       | Jeep Wagoneer           | 2 h 22 min 42 s |                   |
| 2    | Tom Jones       | Ralph Beckman   | Datsun 240Z             | 2 h 36 min 27 s | + 13 min 45 s     |
| 3    | Erhard Dahm     | Jim Callon      | Jeep Wagoneer           | 2 h 50 min 33 s | + 27 min 51 s     |
| 4    | Dick Zwitzer    | Gail McGuire    | Volvo 164 E             | 3 h 03 min 03 s | + 40 min 21 s     |
| 5    | Tom Samida      | Brian Fox       | Dodge Colt              | 3 h 08 min 07 s | + 45 min 25 s     |
| 6    | Jim Doidge      | Harry Ward      | Dodge Colt              | 3 h 09 min 58 s | + 47 min 16 s     |
| 7    | John Smiskol    | Bernie Rekus    | Datsun 510              | 3 h 17 min 04 s | + 54 min 22 s     |
| 8    | Walter Boyce    | Doug Woods      | Toyota Corolla 1600     | 3 h 20 min 49 s | + 58 min 07 s     |
| 9    | James Walker    | Terry Palmer    | Volvo 142 S             | 3 h 24 min 57 s | + 1 h 02 min 15 s |
| 10   | Haydn Gozzard   | David Grundy    | Renault 8 Gordini       | 3 h 30 min 21 s | + 1 h 07 min 39 s |
| 11   | Maurice Blondin | Robert Thebault | Datsun 510              | 3 h 38 min 20 s | + 1 h 15 min 38 s |
| 12   | Jean Legault    | Roland Poitras  | Datsun 510              | 3 h 46 min 32 s | + 1 h 23 min 50 s |
| 13   | Randy Black     | Tom Burgess     | Datsun Bluebird 1600SSS | 4 h 04 min 43 s | + 1 h 42 min 01 s |
| 14   | Gary Eaton      | Carolyn Eaton   | Chevrolet Corvair       | 4 h 08 min 00 s | + 1 h 45 min 18 s |
| 15   | George Gibbs    | Albert Meloy    | Datsun 510              | 4 h 16 min 15 s | + 1 h 53 min 33 s |

#### Grayling - Alma
Les équipages repartent au milieu de la nuit, après deux heures et demie de pause. Samida (qui occupait la cinquième place juste devant son coéquipier Jim Doidge) n'effectue que quelques kilomètres avant de renoncer, la barre de direction de sa Dodge ayant cédé. Ce sera le seul évènement notable avant l'arrivée à Alma, que les concurrents atteignent à l'aube du dimanche matin. Les pluies importantes ont totalement détrempé les pistes de la région et l'ultime épreuve chronométrée, prévue en fin de matinée, sera finalement annulée à la suite de l'enlisement de la Jeep du directeur de course ! Henderson remporte sa troisième victoire dans cette épreuve, devant la Datsun de Jones. C'est la première fois qu'une voiture à quatre roues motrices s'impose à ce niveau de compétition. Vingt-et-un concurrents ont rallié l'arrivée.

### Classements intermédiaires
Classements intermédiaires des pilotes après chaque épreuve spéciale.

### Classement général

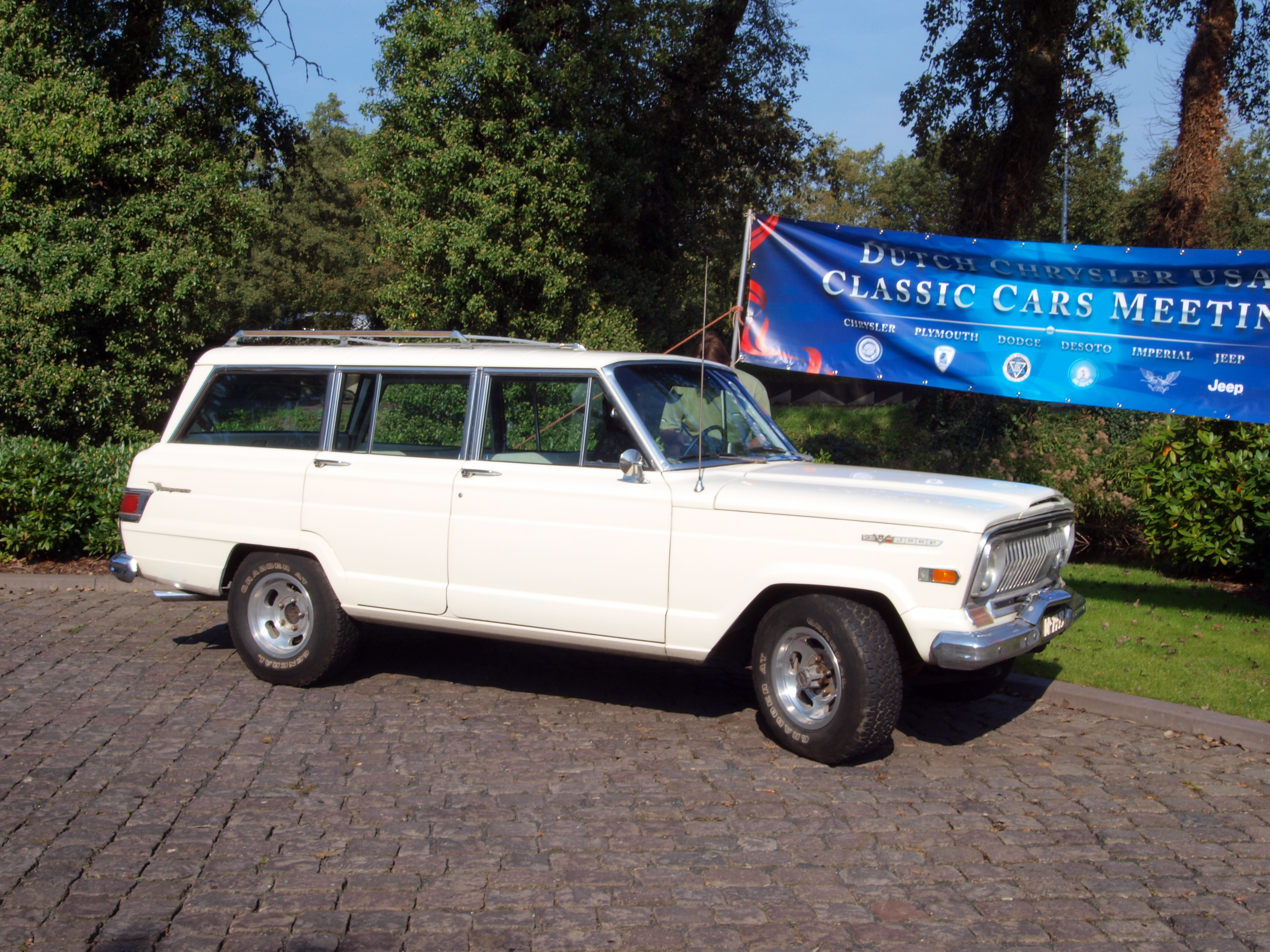
C'est sur une Jeep Wagoneer proche de ce modèle de série que Gene Henderson a remporté la course.

| Pos | No  | Pilote          | Copilote        | Voiture             | Temps           | Écart             |
| --- | --- | --------------- | --------------- | ------------------- | --------------- | ----------------- |
| 1   | 124 | Gene Henderson  | Ken Pogue       | Jeep Wagoneer       | 3 h 24 min 21 s |                   |
| 2   | 109 | Tom Jones       | Ralph Beckman   | Datsun 240Z         | 3 h 36 min 59 s | + 12 min 38 s     |
| 3   | 117 | Erhard Dahm     | Jim Callon      | Jeep Wagoneer       | 3 h 45 min 18 s | + 20 min 57 s     |
| 4   | 114 | Dick Zwitzer    | Gail McGuire    | Volvo 164 E         | 4 h 11 min 42 s | + 47 min 21 s     |
| 5   | 129 | Jim Doidge      | Harry Ward      | Dodge Colt          | 4 h 18 min 59 s | + 54 min 38 s     |
| 6   | 112 | Walter Boyce    | Doug Woods      | Toyota Corolla 1600 | 4 h 20 min 11 s | + 55 min 50 s     |
| 7   | 110 | John Smiskol    | Bernie Rekus    | Datsun 510          | 4 h 26 min 50 s | + 1 h 02 min 29 s |
| 8   | 123 | James Walker    | Terry Palmer    | Volvo 142 S         | 4 h 30 min 27 s | + 1 h 06 min 06 s |
| 9   | 105 | Maurice Blondin | Robert Thebault | Datsun 510          | 4 h 59 min 49 s | + 1 h 35 min 28 s |
| 10  | 125 | Jean Legault    | Roland Poitras  | Datsun 510          | 4 h 09 min 03 s | + 1 h 44 min 42 s |

### Équipages de tête
- ES1 à ES14 :  John Buffum -  William Potvin (Ford Escort RS1600)
- ES15 à ES43 :  Harry Källström -  John Davenport (Lancia Fulvia coupé HF)
- ES44 à ES76 :  Gene Henderson -  Ken Pogue (Jeep Wagoneer)

### Vainqueurs d'épreuves spéciales
- Gene Henderson -  Ken Pogue (Jeep Wagoneer) : 27 spéciales (ES 26 à 29, 31, 34 à 37, 39 à 43, 45 à 47, 50, 52, 54, 56, 61, 65, 66, 69, 72, 76)
- Erhard Dahm -  Jim Callon (Jeep Wagoneer) : 20 spéciales (ES 26, 36, 48, 49, 51, 53, 55, 57 à 60, 62 à 64, 67, 68, 70, 71, 73, 75)
- Harry Källström -  John Davenport (Lancia Fulvia coupé HF) : 19 spéciales (ES 2, 7 à 12, 14 à 25)
- John Buffum -  William Potvin (Ford Escort RS1600) : 6 spéciales (ES 1, 3 à 6, 13)
- James Walker -  Terry Palmer (Volvo 142 S) : 2 spéciales (ES 32, 33)
- Tom Jones -  Ralph Beckman (Datsun 240Z) : 2 spéciales (ES 44, 55)
- Walter Boyce -  Doug Woods (Toyota Corolla 1600) : 1 spéciale (ES 30)
- Randy Black -  Tom Burgess (Datsun Bluebird 1600SSS) : 1 spéciale (ES 53)
- John Smiskol -  Bernie Rekus (Datsun 510) : 1 spéciale (ES 74)

## Résultats des principaux engagés
| No  | Pilote           | Copilote         | Voiture                         | Classement général                            |
| --- | ---------------- | ---------------- | ------------------------------- | --------------------------------------------- |
| 101 | Harry Källström  | John Davenport   | Lancia Fulvia coupé HF          | ab. dans la 44e spéciale (conduite de freins) |
| 102 | Sergio Barbasio  | John Davenport   | Lancia Fulvia coupé HF          | forfait                                       |
| 103 | Alcide Paganelli | Ninni Russo      | Fiat 124 Spider                 | forfait                                       |
| 104 | Randy Black      | Tom Burgess      | Datsun Bluebird 1600SSS         | 11e à 1 h 59 min 20 s                         |
| 105 | Maurice Blondin  | Robert Thebault  | Datsun 510                      | 9e à 1 h 35 min 28 s                          |
| 107 | Haydn Gozzard    | David Grundy     | Renault 8 Gordini               | ab. dans la 67e spéciale                      |
| 109 | Tom Jones        | Ralph Beckman    | Datsun 240Z                     | 2e à 12 min 38 s                              |
| 110 | John Smiskol     | Bernie Rekus     | Datsun 510                      | 7e à 1 h 02 min 29 s                          |
| 111 | Paul MacLennan   | Tom Grimshaw     | Dodge Colt                      | ab. dans la 43e spéciale (barre de direction) |
| 112 | Walter Boyce     | Doug Woods       | Toyota Corolla 1600             | 6e à 55 min 50 s                              |
| 113 | Pierre Cayer     | Robin Edwards    | Datsun 240Z                     | 14e à 2 h 53 min 19 s                         |
| 114 | Dick Zwitzer     | Gail McGuire     | Volvo 164 E                     | 4e à 47 min 21 s                              |
| 115 | Karl Goering     | Wayne Zitkus     | Datsun 240Z                     | ab. dans la 26e spéciale (accident)           |
| 116 | Tom Samida       | Brian Fox        | Dodge Colt                      | ab. dans la 56e spéciale (moteur)             |
| 117 | Erhard Dahm      | Jim Callon       | Jeep Wagoneer                   | 3e à 20 min 57 s                              |
| 118 | Charlie Nesbit   | Gene Hauman      | Datsun 510                      | ab. dans la 8e spéciale (double crevaison)    |
| 119 | John Buffum      | William Potvin   | Ford Escort RS1600              | ab. dans la 33e spéciale (direction)          |
| 121 | Guy Vanier       | Gilles Vanier    | Datsun 240Z                     | ab. dans la 25e spéciale (suspension avant)   |
| 123 | James Walker     | Terry Palmer     | Volvo 142 S                     | 8e à 1 h 06 min 06 s                          |
| 124 | Gene Henderson   | Ken Pogue        | Jeep Wagoneer                   | 1er                                           |
| 125 | Jean Legault     | Roland Poitras   | Datsun 510                      | 10e à 1 h 44 min 42 s                         |
| 128 | George Thomason  | Bob Thomason     | Datsun 510                      | ab. dans la 38e spéciale                      |
| 129 | Jim Doidge       | Harry Ward       | Dodge Colt                      | 5e à 54 min 38 s                              |
| 133 | John Walter      | Doug Scott       | AMC Gremlin                     | 15e à 3 h 28 min 53 s                         |
| 134 | Dean Walker      | Jerry Rosegger   | Chevrolet Corvair Yenko Stinger | ab. dans la 6e spéciale (différentiel)        |
| 135 | John Rodgers     | Larry Richardson | Datsun 510                      | ab. dans la 50e spéciale (demi-arbre)         |
| 141 | John Hare        | Beat Pahl        | AMC Hornet                      | ab. dans la 74e spéciale (suspension)         |
| 147 | George Gibbs     | Albert Meloy     | Datsun 510                      | 12e à 2 h 10 min 16 s                         |
| 154 | Gary Eaton       | Carolyn Eaton    | Chevrolet Corvair               | ab. dans la 66e spéciale (moteur)             |
| 163 | John Townsend    | Rick Shue        | BMW 2002                        | ab. dans la 20e spéciale                      |
| 164 | Richard Hoffman  | David Buist      | Chevrolet Corvair               | ab. dans la 38e spéciale (rotule)             |
| 188 | Wayne Forbush    | Ronald Sprague   | Subaru FF-1 1300                | 13e à 2 h 25 min 31 s                         |

## Classement du championnat à l'issue de la course
- attribution des points : 20, 15, 12, 10, 8, 6, 4, 3, 2, 1 respectivement aux dix premières marques de chaque épreuve (sans cumul, seule la voiture la mieux classée de chaque constructeur marque des points)[8].
- sur dix épreuves qualificatives prévues pour le championnat international des marques 1972, neuf ont été maintenues au calendrier : devant se dérouler du 19 au 24 juin, la 32e édition de la Coupe des Alpes a été annulée, faute d'un nombre suffisant de participants[9].

| Pos. | Marque         | Points | M-C | SUE | SAF | MAR | ACR | AUT | SAN | PRE | RAC |
| ---- | -------------- | ------ | --- | --- | --- | --- | --- | --- | --- | --- | --- |
| 1    | Lancia         | 87     | 20  | 12  | -   | 20  | 15  | -   | 20  | -   |     |
| 2    | Fiat           | 55     | 3   | -   | -   | -   | 20  | 20  | 12  | -   |     |
| 3    | Porsche        | 53     | 15  | 15  | 15  | -   | -   | 8   | -   | -   |     |
| 4    | Datsun         | 41     | 12  | -   | 8   | -   | 6   | -   | -   | 15  |     |
| 5    | Saab           | 32     | -   | 20  | -   | -   | -   | 12  | -   | -   |     |
| 6    | Ford           | 28     | 8   | -   | 20  | -   | -   | -   | -   | -   |     |
| 7    | BMW            | 22     | -   | 6   | -   | -   | 12  | 4   | -   | -   |     |
| 8    | Opel           | 21     | 2   | 10  | -   | -   | 2   | 6   | 1   | -   |     |
| 9    | Jeep           | 20     | -   | -   | -   | -   | -   | -   | -   | 20  |     |
| 10   | Citroën        | 15     | -   | -   | -   | 15  | -   | -   | -   | -   |     |
| 10=  | Volkswagen     | 15     | -   | -   | -   | -   | -   | 15  | -   | -   |     |
| 12   | Peugeot        | 12     | -   | -   | 4   | 8   | -   | -   | -   | -   |     |
| 13   | Renault        | 10     | -   | -   | -   | 10  | -   | -   | -   | -   |     |
| 13=  | Volvo          | 10     | -   | -   | -   | -   | -   | -   | -   | 10  |     |
| 15   | Dodge          | 8      | -   | -   | -   | -   | -   | -   | -   | 8   |     |
| 16   | Alpine-Renault | 7      | 4   | -   | -   | -   | 3   | -   | -   | -   |     |
| 17   | Toyota         | 6      | -   | -   | -   | -   | -   | -   | -   | 6   |     |
| 18   | Alfa Romeo     | 3      | -   | -   | -   | -   | -   | 3   | -   | -   |     |